# Колосницыны
Колосницыны — опустевшая деревня в Даровском районе Кировской области в составе Пиксурского сельского поселения.

## География
Находится на расстоянии примерно 15 км на север от райцентра поселка  Даровской.

## История
Известна с 1873 года как починок Подосиновский или Колышкино, в котором отмечено дворов 8 и жителей 59, в 1905 (починок Подосиновский или Колосницыны) 17 и 114, в 1926 23  и 120, в 1950 12 и 68, в 1989 оставалось 14 жителей.

## Население
Постоянное население  составляло 4 человека (русские 100%) в 2002 году, 0 в 2010.